# واباریا
واباریا (به لاتین: Wabaria) یک منطقهٔ مسکونی در مالی است که در استان گائو واقع شده‌است.